# Вишнівка (Славський район)
Вишнівка (рос. Вишнёвка) — селище Славського району, Калінінградської області Росії. Входить до складу Ясновського сільського поселення.
Населення —  443 особи (2015 рік). 

## Населення
| 2002 | 2010 |
| ---- | ---- |
| 563  | ↘443 |